# (115485) 2003 UR19
115485 (2003 UR19) là một tiểu hành tinh vành đai chính được phát hiện ngày 22 tháng 10 năm 2003, bởi James Whitney Young ở Đài thiên văn Núi bàn gần Wrightwood, California.